# Кубикл

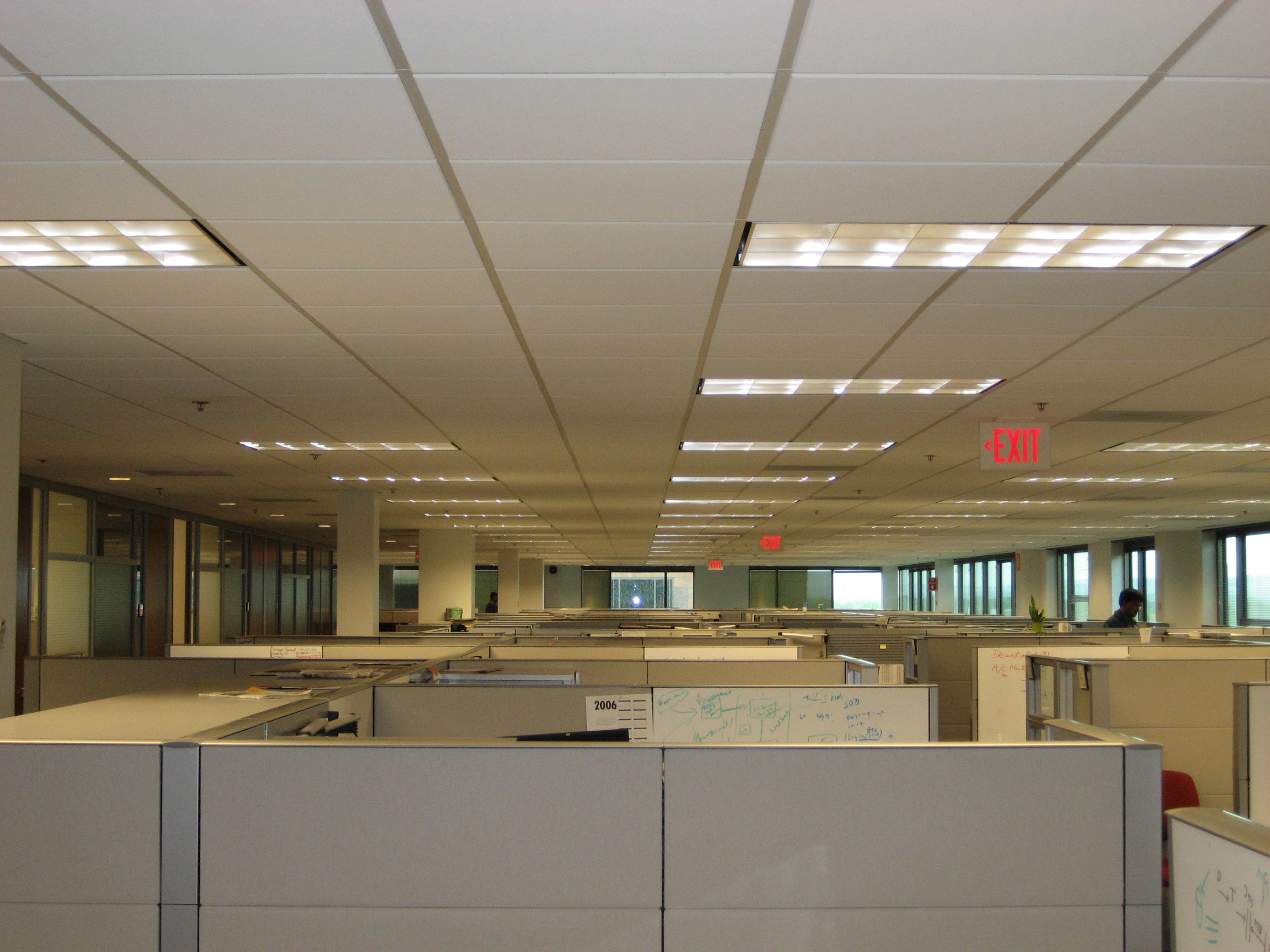

Ку́бикл (англ. cubicle) — рабочее место в офисе.

## Общие сведения
Представляет собой одну из множества ячеек большого офисного пространства, разделённую лёгкими перегородками, не доходящими до потолка. Одна сторона остаётся открытой (частично или полностью), для обеспечения доступа.

### История
Был предложен Робертом Пропстом в 1960 году.

### Назначение
Цель кубикла — обеспечить конфиденциальность пользователя, занимая минимальное пространство. В состав входят модульные элементы, которые могут быть организованы в различных формах с помощью скреплений, в зависимости от дизайна.
Установка обычно осуществляется специалистами, хотя некоторые из разновидностей позволяют производить изменения в конфигурации без специального обучения. Кубиклы высоко настраиваемы, допускают различные элементы, таких как рабочие поверхности, накладные лотки, ящики, в зависимости от индивидуальных потребностей пользователей.

## В Intel
Гордон Мур об использовании кубиклов в Intel:
— Кстати, корпорация Intel знаменита не только своими процессорами, но и тем, что именно здесь были изобретены «кубиклы», которые во многих современных компаниях заменили традиционные офисы. Как же вы их изобрели? 

— Да, я прекрасно помню этот момент. Мы впервые приобрели большое здание по адресу Санта Клара 4, основание которого представляло собой огромный квадрат. Когда мы представили себе, как понастроим в нем отдельных комнат-офисов, то поняли, что все это будет очень похоже на тюрьму. Единственный выход был в том, чтобы не строить стен, а разделить все огромное пространство на «кубиклы». А потом мы подумали: одни сотрудники будут сидеть в офисах, другие — в кубиклах, и решили посадить в кубиклы и всех остальных. Я до сих пор занимаю самый большой кубикл в компании, потому что у меня есть огромный круглый стол, который в маленьком просто не поместится.